# Cratospila tricolor
Cratospila tricolor är en stekelart som först beskrevs av Telenga 1948.  Cratospila tricolor ingår i släktet Cratospila och familjen bracksteklar. Inga underarter finns listade i Catalogue of Life.